# Acacia etilis
Acacia etilis es una especie  de árbol en la familia Fabaceae. Es endémica de Argentina, Paraguay, Bolivia.  Está amenazada por pérdida de hábitat.

## Descripción
Es un árbol o arbusto que alcanza un tamaño de 4-5 m de altura, densamente pubescente, con aguijones dispersos. Foliolos de 5-9 mm x 1,5 mm. Inflorescencia espiciforme con pedúnculo pubescente. Las flores son blancas y sésiles. Legumbres de  9-17 x 1,5-3,5 cm con 8-10 semillas.

## Taxonomía
Acacia etilis fue descrita por Carlos Luis Spegazzini y publicado en Revista Argentina de Agronomía 1: 75. 1925.
Etimología
Ver: Acacia: Etimología

## Nombres comunes
- Garrancho, aromo, espinillo